# Tüvshrüülekh
Tüvshrüülekh (tiếng Mông Cổ: Түвшрүүлэх) là một sum của tỉnh Arkhangai tại miền trung Mông Cổ.
Sum này (diện tích 1200 km²) có 3438 người vào năm 2009, 1869 người sống ở thị trấn Tüvshrüülekh, là thị trấn lớn thứ hai của tỉnh. Đi từ sum này đến tỉnh lỵ Tsetserleg sẽ có khoảng cách là 44 km về phía đông nam.
Tüvshrüülekh nằm cách suối khoáng nóng Tsenkher khoảng 10 km về phía đông bắc, một địa điểm thu hút khách du lịch.
Thị trấn Tüvshrüülekh là trụ sở của nhiều chính quyền và trường học địa phương. Có một số cửa hàng và một trạm xăng.
Karakorum, thủ đô cũ của Mông Cổ, cách phía đông nam khoảng 30 km.